# Ovularia farinosa
Ovularia farinosa är en svampart som först beskrevs av Hermann Friedrich Bonorden, och fick sitt nu gällande namn av Pier Andrea Saccardo 1886. Ovularia farinosa ingår i släktet Ovularia och familjen Mycosphaerellaceae.   Inga underarter finns listade i Catalogue of Life.